# یوشیدا تویو
یوشیدا تویو (به ژاپنی: 吉田東洋 Yoshida Tōyō)؛ ۱ ژانویهٔ ۱۸۱۶ – ۶ مهٔ ۱۸۶۲) سامورایی اهل قلمروی توسا در ژاپن بود. گوتو شوجیرو برادرزاده وی بود. در سال ۱۸۵۳، تویو توسط یامائوچی تویوشیگه رهبر قلمروی توسا منصوب شد تا این دامنه فئودالی را اصلاح و مدرن سازی کند.
او در ۶ ماه مه سال ۱۸۶۲ توسط سه عضو حزب محافظه کار به نام توزا کیننوتو ترور شد.